# 74 Ophiuchi
74 Ophiuchi, som är stjärnans Flamsteed-beteckning, är en dubbelstjärna i den nordvästra delen av stjärnbilden Ormbäraren. Den har en skenbar magnitud på ca 4,85 och är svagt synlig för blotta ögat där ljusföroreningar ej förekommer. Baserat på parallax enligt Gaia Data Release 2 på ca 13,7 mas, beräknas den befinna sig på ett avstånd på ca 238 ljusår (ca 73 parsek) från solen. Den rör sig bort från solen med en heliocentrisk radialhastighet av ca 4,4 km/s.

## Egenskaper
Primärstjärnan 74 Ophiuchi A är en gul till vit jättestjärna av spektralklass G8 III och ingår i röda klumpen, vilket betyder att den befinner sig på den horisontella jättegrenen och genererar energi genom termonukleär fusion av helium i dess kärna. Den har en massa som är ca 2,4 solmassor, en radie som är ca 11 solradier och utsänder ca 66 gånger mera energi än solen från dess fotosfär vid en effektiv temperatur på ca 5 100 K.
74 Ophiuchi är en misstänkt variabel (VAR:), som har visuell magnitud +4,86 och företer misstänkta variationer som inte är fastställda i amplitud eller periodicitet.
Följeslagaren 74 Ophiuchi B, en stjärna av magnitud 11,5, låg med en vinkelseparation av 28,1 bågsekunder från primärstjärnan, år 2008. En visuell följeslagare, 74 Ophiuchi C, har magnituden 12,28 och en separation av 57,9 bågsekunder.